# Xu Qiliang
Xu Qiliang, född 29 mars 1950 i Linqu i Shandong, död 2 juni 2025 i Peking, var en kinesisk militär. Han var flygvapengeneral, och chef för flygvapnet 2007–2012. Senare var han vice ordförande för Centrala militärkommissionen 2012–2023.

## Biografi
Xu föddes i Shandong-provinsen och är son till Xu Lefu, generallöjtnant och före detta vice politisk kommissarie för det kinesiska flygvapnet. Han började studera vid flygvapnets först förberedande skola 1966, där han lärde sig flyga och gick med i Kinas kommunistiska parti följande år. Han utexaminerades som pilot i augusti 1969.
Han var suppleant i den 14:e och 15:e Centralkommittén i Kinas kommunistiska parti och blev invald som ordinarie ledamot 2002. På partikongressen 2012 blev han invald i politbyrån, där han satt till 2022.

## Källa
- Officiell biografi på kinesiska
- China Vitae